# Ronald Sutherland-Leveson-Gower

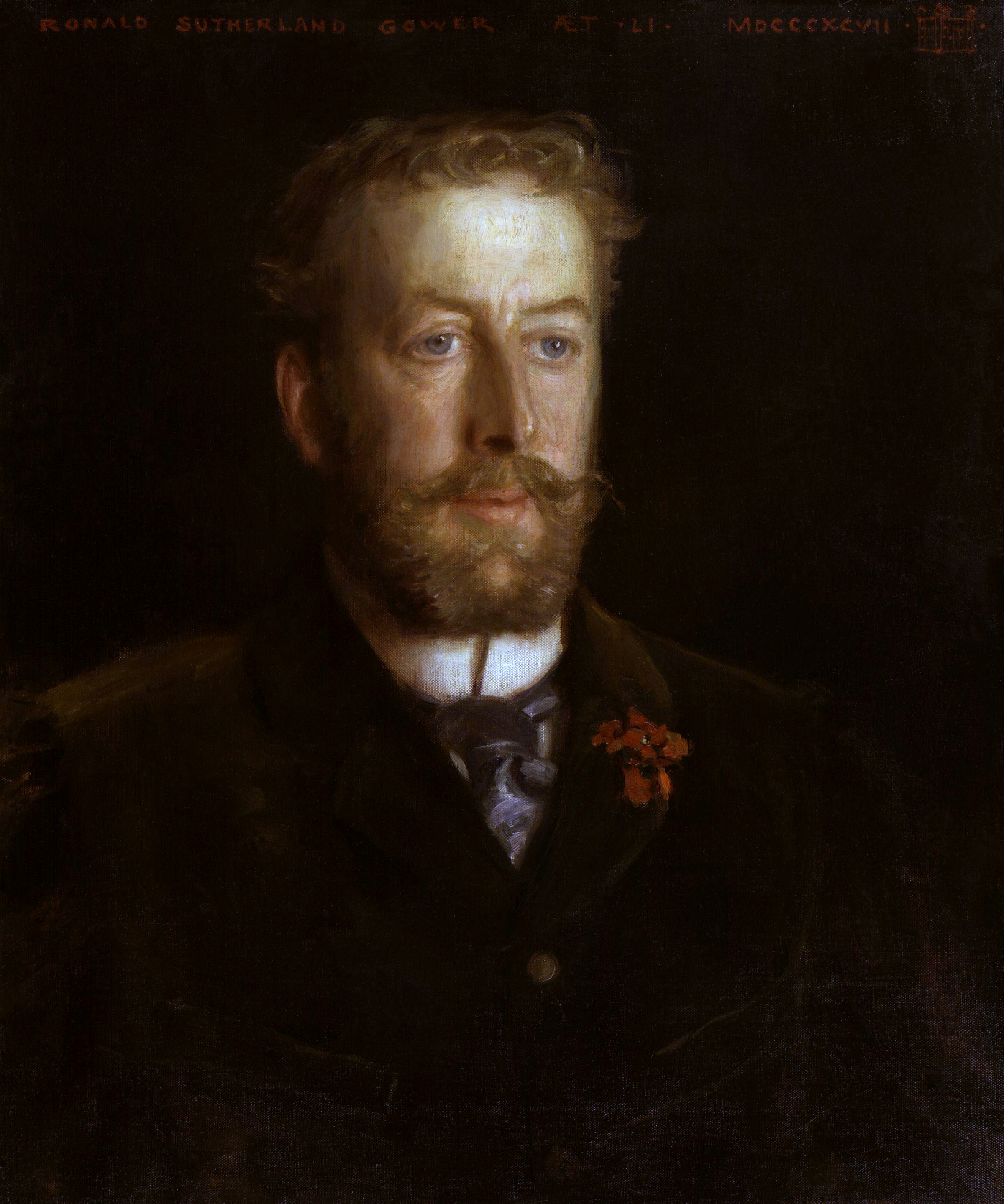
Portret of Lord Ronald Gower door Henry Scott Tuke, 1897

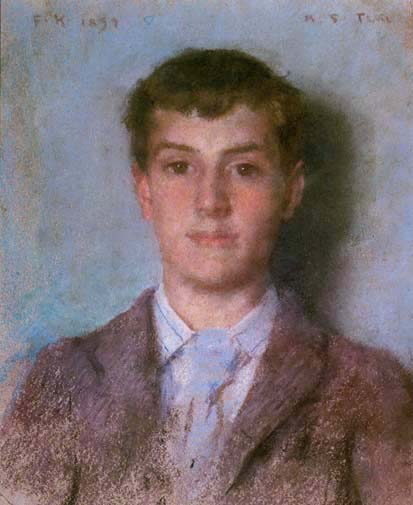
Frank Hird geschilderd door Tuke, 1894

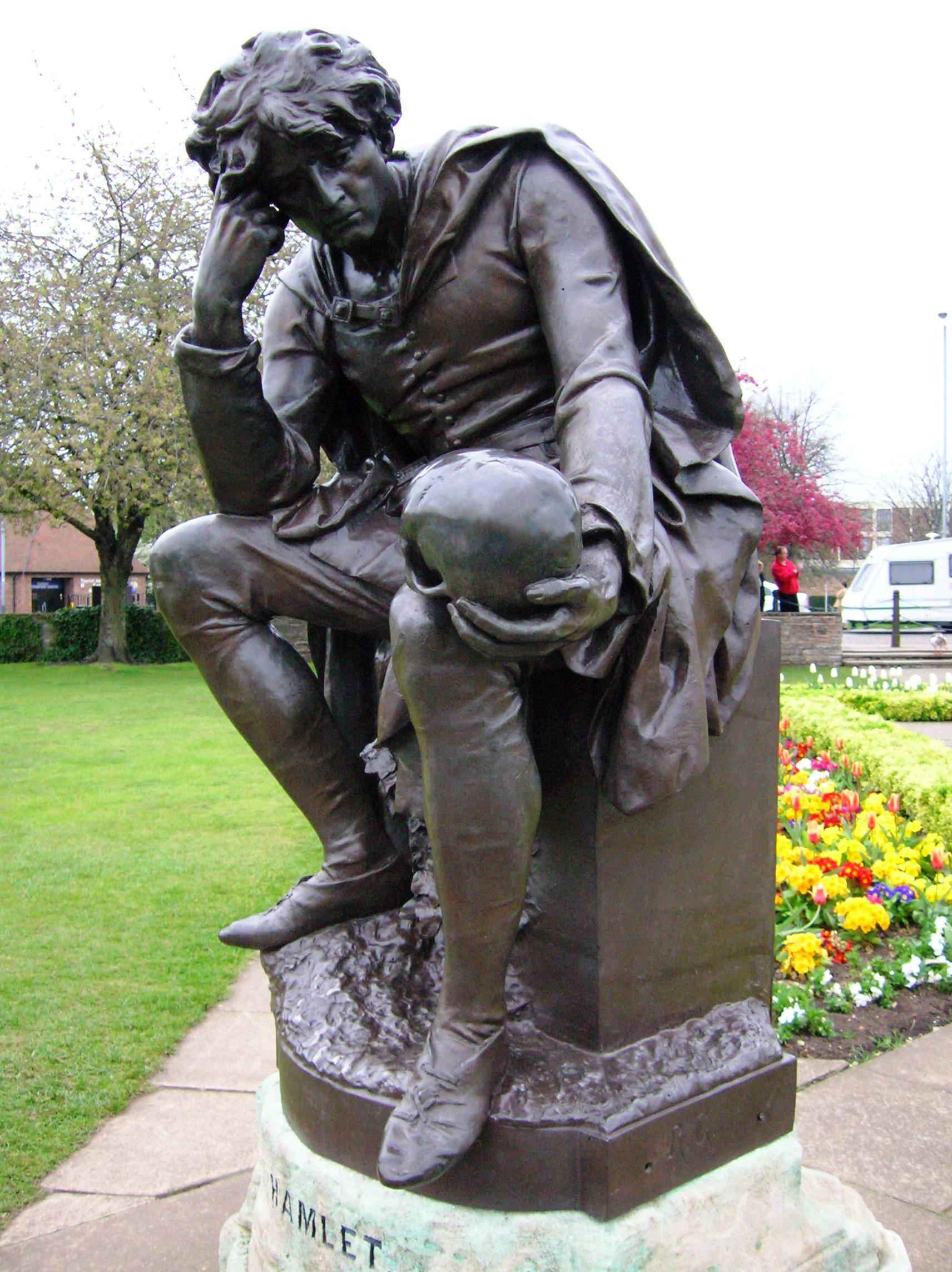
Standbeeld van Hamlet in Stratford-upon-Avon, een creatie van Gower

Ronald Charles Sutherland-Leveson-Gower (2 augustus 1845 - 9 maart 1916), was een Britse aristocraat, liberaal politicus, beeldhouwer en schrijver.

## Biografie
Sutherland-Leveson-Gower, gewoonlijk eenvoudig 'Lord Gower' genoemd, was de jongste zoon van George Sutherland-Leveson-Gower en Harriet Howard, dochter van de 6e graaf van Carlisle. Hij volgde zijn opleiding op Eton en de Trinity College, universiteit van Cambridge.
Lord Gower was, in de periode 1867-1874, voor Sutherland liberaal parlementslid in het Parlement van het Verenigd Koninkrijk. Hij werd opgevolgd door zijn neef Cromartie Leveson-Gower, markgraaf van Stafford, de oudere overlevende zoon van zijn oudste broer, de derde hertog van Sutherland. Gower was beheerder van de National Portrait Gallery. Ook beheerde hij Shakespeares geboortehuis en het Shakespeare Memorial Building in Stratford-upon-Avon.

## Kunstenaar
Zijn belangrijkste werken zijn beelden van Shakespeare en vier van zijn belangrijkste karakters, die staan opgesteld in Stratford-upon-Avon. Ook maakte hij een beeld van Marie Antoinette onderweg naar het schavot.
Daarnaast schreef hij biografieën van Marie-Antoinette en Jeanne d'Arc, en een historisch stuk over de Tower of London.

## Persoonlijk
Gower is nooit getrouwd geweest. Wel was hij bekend binnen de homoseksuele gemeenschap van die tijd. Oscar Wildes verhaal The Portrait of Mr W.H. wordt geïnterpreteerd als een commentaar op de sociale omgeving van Lord Gower. Hij wordt verondersteld model te hebben gestaan voor Lord Henry Wotton in The Picture of Dorian Gray. In 1879 spande Gower een proces aan tegen het blad Man of the World, nadat daarin verwijzingen naar zijn homoseksuele relaties waren gepubliceerd. Later dat jaar stuurde de Prins van Wales Gower een brief waarin hij hem ervan beschuldigde 'lid te zijn van een organisatie voor onnatuurlijke praktijken'. Ook hierop reageerde Gower fel.
Lord Gowers bekendste liefde was de journalist Frank Hird. Deze relatie hield de rest van zijn leven stand. Gower adopteerde Hird als zijn zoon, hetgeen Wilde de uitspraak ontlokte: Gower may be seen, but not Hird.